# Mühlkanal

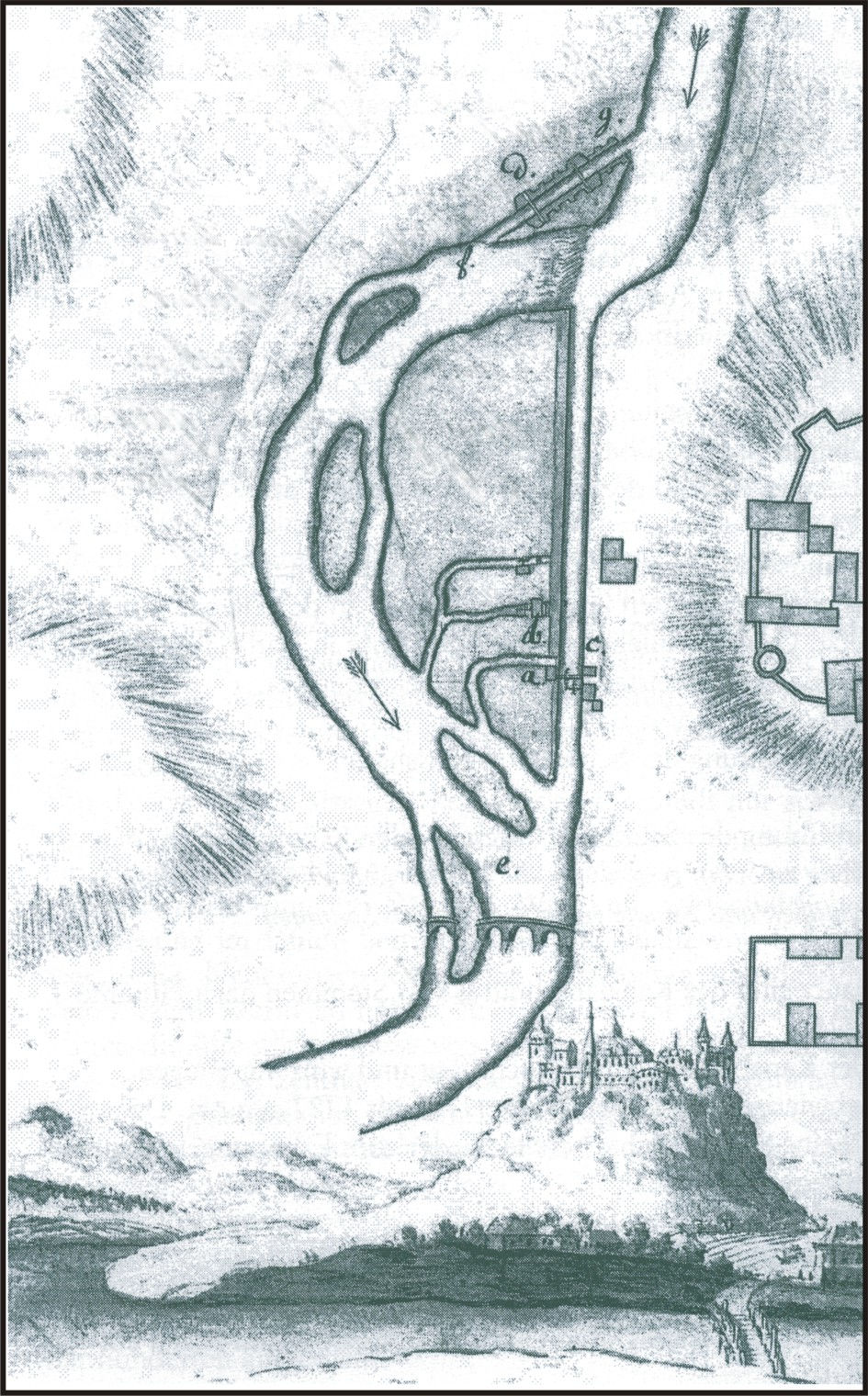
Burgmühle der Trendelburg: Parallel zum natürlichen Flussverlauf der Diemel wurde rechts ein Mühlengraben abgezweigt

Ein Mühlkanal (Mühlengraben, Mühlgraben, Mühlgang, auch Mühlenbach bzw. Mühlbach, regional auch Mühlenfließ, [in der Eifel] Mühlenteich) ist ein Kanal, der für den Betrieb von Wassermühlen angelegt wurde.
Der Kanal zweigt meist oberhalb der Mühle vom natürlichen Lauf eines Fließgewässers ab und führt einen Teil des Wassers als Aufschlagwasser der Mühle zu. Der zuführende Teil des Mühlengrabens wird Obergraben genannt. Ein allfällig vorhandenes natürliches Flussbett bleibt erhalten und dient als Umflut. Unterhalb der Mühle vereinigt sich der Kanal in der Regel wieder mit dem speisenden Gewässer. Dieser Teil des Mühlengrabens wird Untergraben genannt. Seltener wird auch der gesamte Fluss im Bereich einer Mühle so stark begradigt und reguliert, dass er Mühlengraben genannt wird.
Die Ausleitung aus einem Hauptgewässer, der Abschlag, ist häufig reguliert durch ein Stauwehr. Dann spricht man auch von Wehrgraben.
Beim Mühlkanal oder Mühlgraben handelt es sich immer um ein künstlich angelegtes oder zumindest künstlich geführtes, kanalisiertes Gewässer; ein „Mühlbach“ kann auch ein gänzlich natürliches Gewässer sein (allenfalls mit einer Stauanlage versehen). Viele Mühlbäche sind völlig normale Bäche, sie heißen so, weil mindestens eine Mühle daran liegt.

## Zweck und Bauweise
Die Voraussetzung für den Betrieb einer Wassermühle ist ein stetiger Wasserstrom und eine bestimmte Wassermenge. In natürlichen Gewässerbetten sind Wasservolumen, Gefälle und Strömungsgeschwindigkeit oftmals nicht ausreichend, so dass beim Mühlenbau in vergangenen Jahrhunderten Wasser in einem Graben oder einer Rinne zum Mühlrad hingeleitet werden musste. In besonderem Maße galt dies bei oberschlächtigen Mühlen. Der Mühlkanal war hier notwendig, um das Wasser von oben auf das Mühlrad fallen zu lassen. Nur selten liegen Wassermühlen daher direkt an einem natürlichen Wasserlauf. Die erhöhte Lage und Entfernung zum Fluss, der zumeist unterschlächtigen Wassermühlen an einem Mühlkanal, schützt diese auch vor Überschwemmung und Zerstörung durch Hochwasser im Fluss.
Die Länge eines Mühlkanals kann von wenigen Metern bis zu mehreren Kilometern reichen (-> Lendersdorfer Mühlenteich); der Durchschnitt liegt bei wenigen hundert Metern. Entscheidend sind die Ausprägung des Wasserrads und das Gefälle des Gewässers (-> Topographie). Durch Wehre und Schleusen am Anfang bzw. Ende eines Mühlkanals kann das Wasser meist aus- und auch umgeleitet werden, sodass eine genaue Regulierung der Triebwassermenge möglich ist. Die Möglichkeit, den Kanal trockenzulegen, ist insbesondere bei einem geringen Abfluss bzw. einer niedrigen Fließgeschwindigkeit notwendig, da derartige Kanäle zu verstärkter Verschlammung neigen und daher regelmäßig gesäubert werden müssen.
Die Gräben selbst können sehr unterschiedlich ausfallen. Von gleichmäßigen Querprofilen mit einer durchgehenden Ufer- und Sohlenverbauung aus Beton oder Naturstein bis zur lockeren Uferbefestigung aus verdichtetem Erdreich sind alle Bauweisen denkbar und umgesetzt.

## Lebensraum Mühlkanal
Sehr stark verbaute Kanäle sind im Normalfall relativ arm an Arten. Es können dort zwar viele Individuen einer Art leben, die Biodiversität selbst ist aber meist gering. Der Grund ist das Fehlen von ausgeprägten Sohlen- und Randstrukturen, die für viele Kleinlebewesen und Fische als Lebensraum und zur Nahrungssuche immens wichtig sind. Aufgelassenen oder nur schwach verbauten Mühlkanälen hingegen kommt eine wachsende ökologische Bedeutung zu, da sie mit ihren gegenüber dem Ursprungsgewässer oftmals anderen Eigenschaften neue Lebensräume für viele Tiere und Pflanzen bilden.

## Bilder

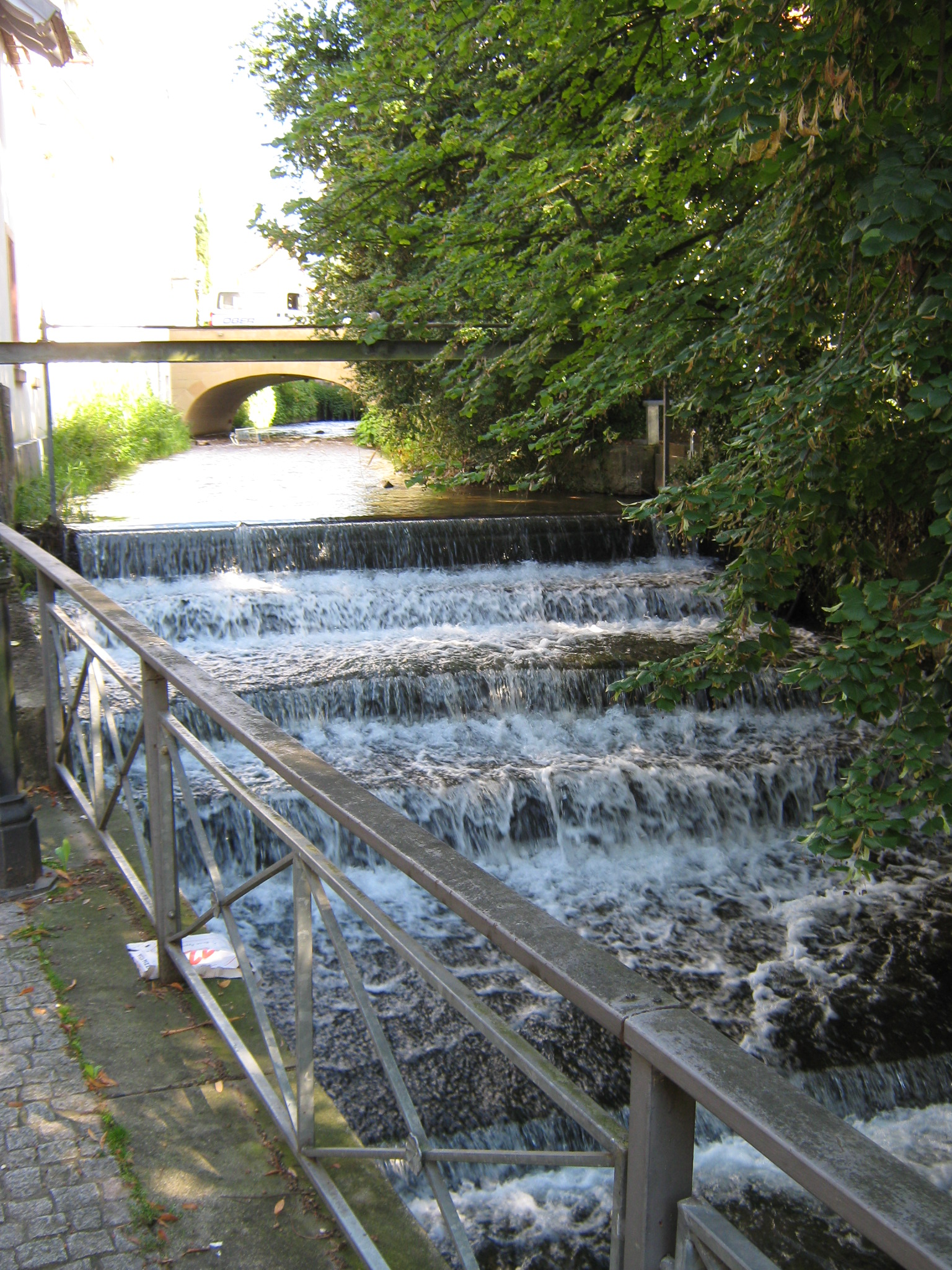
Ehemaliger Mühlkanal-Abschlag (rechts oberhalb Gerinne, Klemmbach (Rhein))
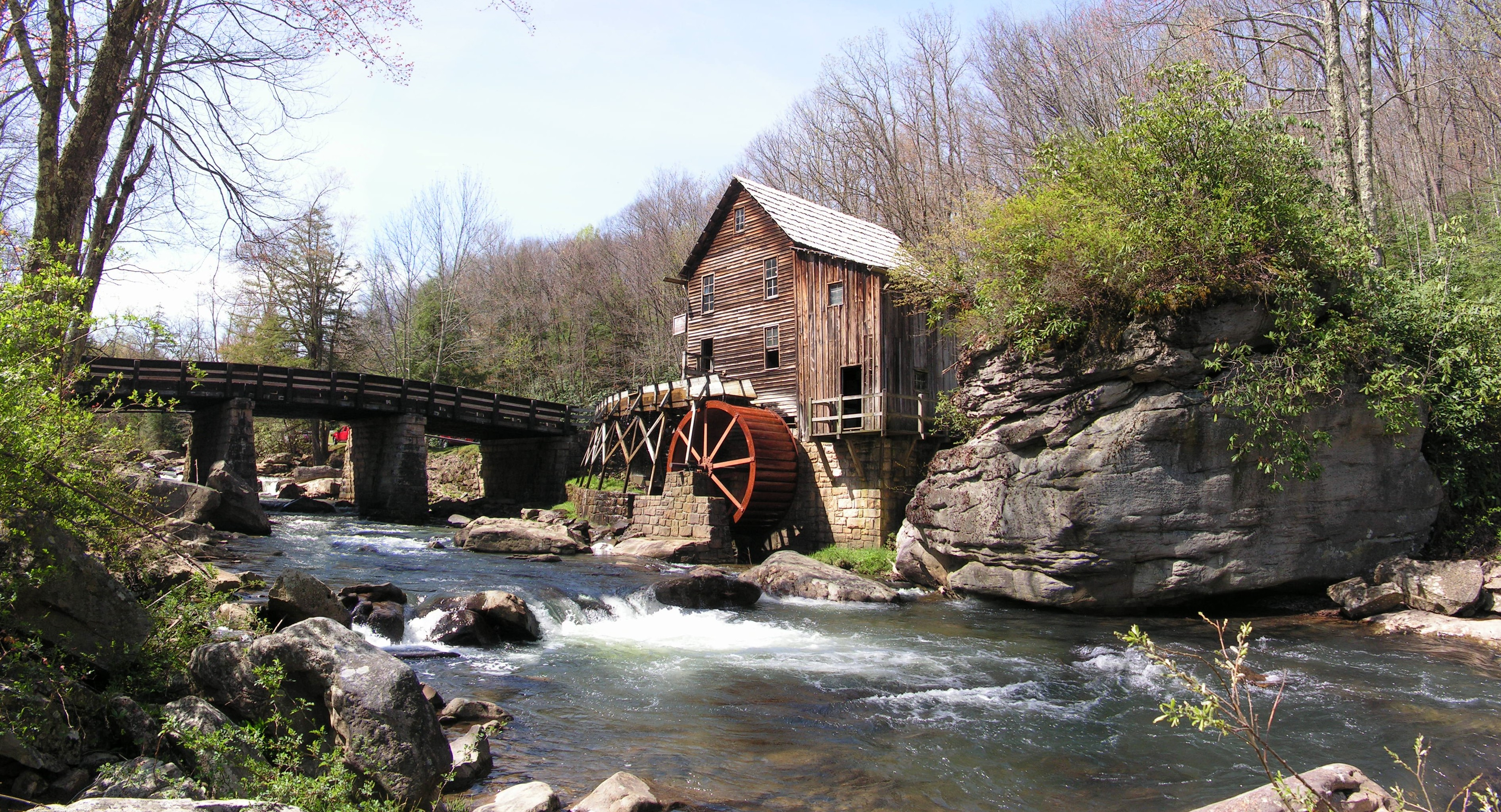
Bildmitte:Mühlkanal auf Stelzen (Glade Creek Mill West Virginia)
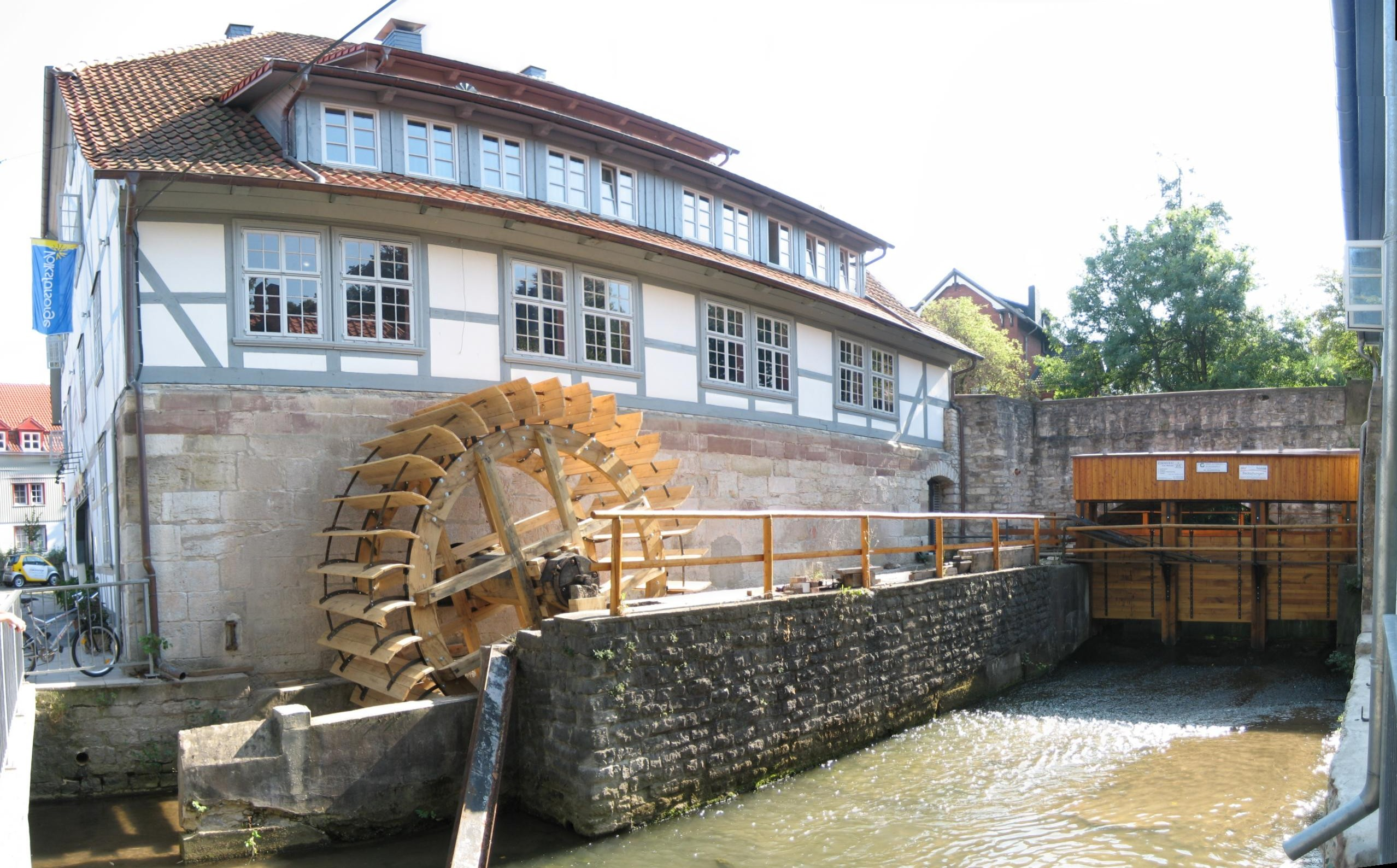
Sehr kurzer, gemauerter Mühlkanal direkt am Mühlgebäude (Odilienmühle Göttingen)
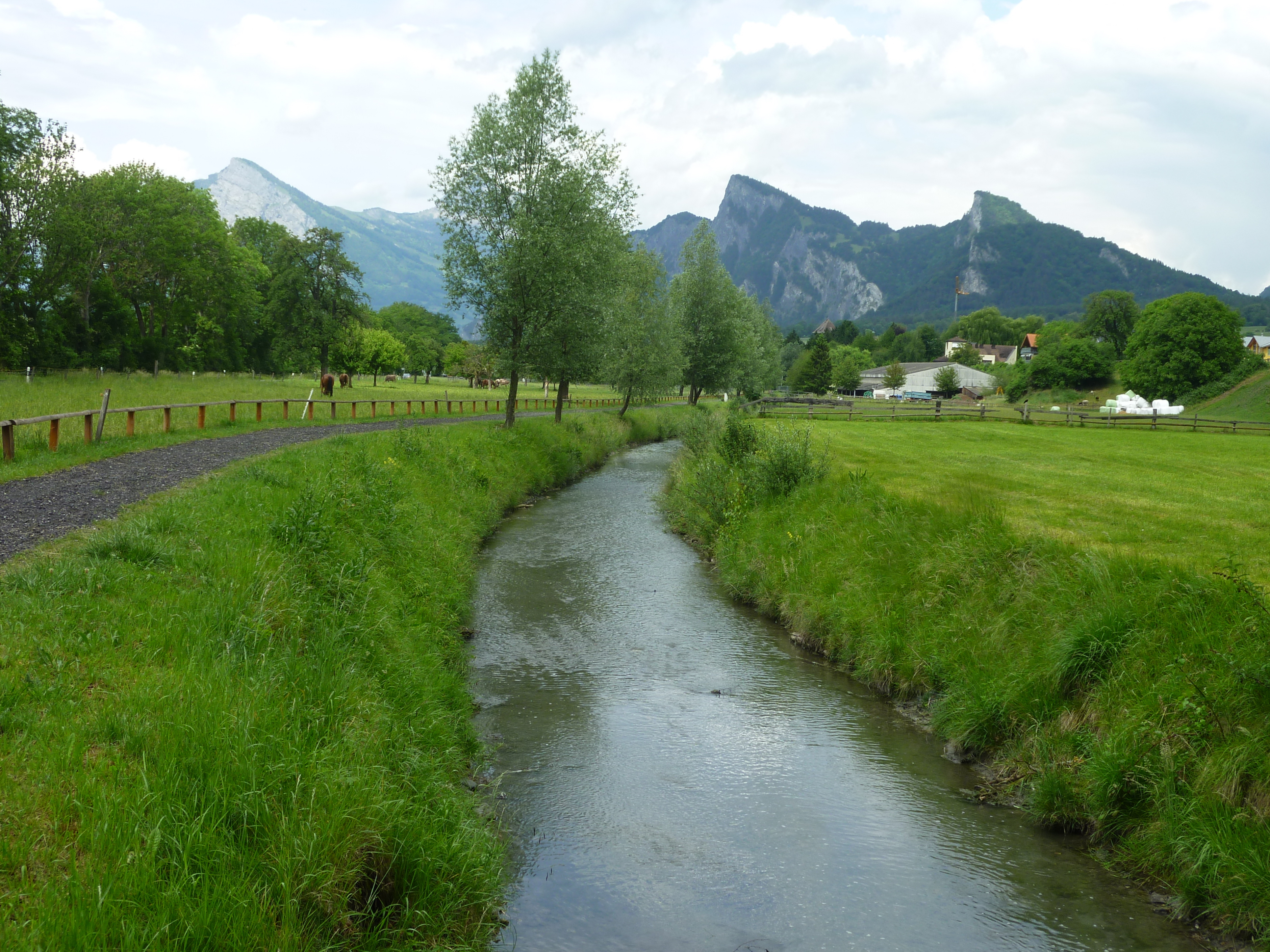
Mehrere 100 Meter langer Mühlbach (zwischen Maienfeld und Jenins (CH))